# Pušovce
Pušovce (maďarsky: Pósfalva – do roku 1907 Pósfalu) jsou obec na Slovensku, v okrese Prešov v Prešovském kraji. V roce 2011 zde žilo 536 obyvatel.

## Poloha
Obec leží na jižním svahu Nízkých Beskyd, v horní části údolí přítoků Sekčov a Topľa. Nadmořská výška odlesněného území se pohybuje v rozmezí 350 až 454 m n. m., střed obce je ve výšce 370 m n. m. Pahorkatinový povrch je mírně zvlněný, je tvořen horninami bradlového pásma a čtvrtohorní svahové hlíny. Obcí protéká potok Ladianka.
Katastrální území má rozlohu 4,370 km², pro hospodářské účely je využíváno 2,37 km², z toho je 1,71 km² orná půda, 1,64 km² lesní půda a 0,36 km² ostatní půda.
Obec sousedí s katastry obcí na severu s Želmanovce a Kuková, na východě Kračúnovce, na jihu Chmeľov a Čelovce, na západě s obcí Proč. 

## Historie
První písemná zmínka o obci pochází z roku 1352, kde je uváděná jako Komlos nebo Poustalfva, v roce 1427 jako Posfalua, v tomto období platila daň z 7 port. V roce 1876 byla uváděná jako Possowcze a od roku 1920 jako Pušovce.
Obec byla ve vlastnictví zemanů z Chmeľovce, později několika panstvím. V období 17. až 19. století patřily rodu Sztankayů. V roce 1787 bylo v obci 24 domů a 154 obyvatel, v roce 1828 žilo 208 obyvatel v 26 domech.
Hlavní obživou bylo zemědělství.

## Farnost
Římskokatolická fara byla založena v roce 1810. V roce 1812 byl postaven kostel zasvěcený Narození Panny Marie. Byl postaven na základech starší zděné kaple z roku 1798. Z roku 1812 pochází klasicistní křtitelnice. Původní kostel měl dřevěnou věž s jedním zvonem. V roce 1882 byl kostel rekonstruován a později vybaven novým větším zvonem. V roce 1946 byly v kostele dva boční oltáře. Generální oprava proběhla v roce 2010 a 2012.